# Sunil Janah
Sunil Janah (17. dubna 1918 – 21. června 2012) byl indický fotožurnalista a dokumentární fotograf, který pracoval v Indii ve 40. letech 20. století. Janah dokumentoval indické hnutí za nezávislost, rolnické a dělnické hnutí, hladomory a nepokoje, život na venkově a kmeny, stejně jako léta rychlé urbanizace a industrializace. Byl nejznámější díky svému zpravodajství o bengálském hladomoru roku 1943. Indická vláda mu v roce 2012 udělila civilní vyznamenání Padma Shri za umění.

## Životopis
Sunil Janah se narodil 17. dubna 1918 v Dibrugarhu v Ásámu, ale vyrostl v Kalkatě. Navštěvoval St. Xavier's College v Kalkatě na univerzitě v Kalkatě. Tam se přidal k politicky levicovým studentům.
Komunistický politik Puran Chand Joshi naléhal na Janaha, aby zanechal studia angličtiny a věnoval se kariéře fotografa. Janah cestoval do Bengálska s umělcem Chittaprosadem Bhattacharyou fotografovat škody způsobené hladomorem v roce 1943. Přestěhoval se s Bhattacharyou do Bombaje a vstoupil do Asociace progresivních spisovatelů a Asociace indických lidových divadel.
Byl spoluzakladatelem Kalkatské filmové společnosti. V roce 1972 mu byla udělena cena Padma Shri a v roce 2012 Padma Bhushan.
Janahovy fotografie, známé krásou a technickou kvalitou jeho kompozic, jsou významné svým historickým obsahem i emocionálním propojením.
Nejznámější bylo jeho zpravodajství o bengálském hladomoru 1943.

### Fotograf Nehruvianské éry
V „Lidové válce“ a poté během „Věku lidu“ Janah pracoval na cyklu, ve kterém fotografoval životy obyčejných lidí, jejich boje, dělnickou třídu v práci, při chytání ryb, v uhelných dolech, muže a ženy pracujících v domácnostech a na polích až po domorodé kmenové lidi s luky a šípy, farmáře nebo dělníky mířící na protesty, revolucionáře z Telangany. Prostřednictvím těchto fotografií založil mezi lidmi ideologii a závazek komunistické strany.
Janah vytvořil portréty Gándhího, Nehrúa, Jinnaha, šejka Abdulláha, Faize a J. Krishnamurthiho.
Fotograf a kurátor Ram Rahman řekl: „Dílo Janaha je určujícím epickým dokumentem kronikáře posledního desetiletí boje za svobodu a prvního desetiletí svobodné Indie.“

## Smrt
Zemřel 21. června 2012 ve svém domě v Berkeley v Kalifornii přirozenou smrtí. Zůstal po něm jeho syn Arjun, který žije v Brooklynu v New Yorku.

## Publikace
- Shadowing a Philanthropologist, Ramachandra Guha,[11] University of Chicago Press, 398 s. ISBN 978-0-226-31047-3